# Adour
De Adour is een rivier in het zuidwesten van Frankrijk. Hij ontspringt in de Pyreneeën op de Col du Tourmalet en mondt uit in de Atlantische Oceaan. Het is de grootste van de zogenaamde gaves van de Pyreneeën en hij voert 90% van het water van de Atlantische Pyreneeën af. De rivier is bevaarbaar tot Dax over een lengte van 66 km.
De rivier stroomt door vier departementen:
- in de regio Occitanie:
  - Hautes-Pyrénées, met de steden Bagnères-de-Bigorre, Tarbes en Maubourguet
  - Gers, met de stad Riscle
- in de regio Nouvelle-Aquitaine:
  - Landes, met de steden Aire-sur-l'Adour, Grenade-sur-l'Adour, Saint-Sever, Dax en Tarnos
  - Pyrénées-Atlantiques, met de stad Bayonne

De Adour wordt gevormd door drie bronriviertjes: de Adour de Payolle in het massief van de Arbizon, 2831 m, de Adour de Gripp, in het massief van de Pic du Midi de Bigorre, 2877 m, en de Adour de Lesponne, in het massief van de Montaigu, 2339 m.
In de bovenloop stroomt de Adour via mooie watervallen in het dal van Campan. Een deel van het water van de Adour verdwijnt ondergronds in Campan en komt weer bovengronds bij Bagnères. De bovenloop van de Adour kenmerkt zich door wilde waters tot Tarbes op 302 m hoogte. In zijn benedenloop vormt de Adour de grens tussen Gascogne en Frans Baskenland.
De belangrijkste zijrivieren zijn de Échez, de Arros, de Midouze, de Louts, de Luy, de Gaves Réunis gevormd uit de Gave de Pau en de Gave d'Oloron, de Bidouze en de Nive. 
De Adour is uitgeroepen tot Site Natura 2000 omwille van haar rijke fauna, met name de trek van de zalm, elft en lamprei.

## Monding
Tot de 15e eeuw stroomde de Adour vanaf Bayonne noordwaarts evenwijdig met de kust achter de duinengordel om ter hoogte van Capbreton in zee uit te monden. Ten gevolge van een overstroming omstreeks 1500 zocht de rivier een uitweg naar het noorden en werd een twee monding bij Vieux-Boucau gecreëerd. De nieuwe loop van de Adour verzandde regelmatig waardoor grote schepen niet meer stroomopwaarts tot in de haven van Bayonne konden varen. Daarom werd beslist de Adour af te leiden naar zee vanuit Bayonne. Na enkele vruchteloze pogingen lukte het in 1578 om de monding kunstmatig te verplaatsen naar Bayonne. De werken onder leiding van Louis de Foix duurden zeven jaar.
De vroegere bedding ten zuiden van Capbreton werd de huidige bedding van de Boudigau. Van de vroegere bedding richting Vieux-Boucau rest het meer Lac d'Hossegor.